# Чапин, Джеймс
Джеймс Чапин (англ. James Paul Chapin; 9 июля 1889 — 7 апреля 1964) — американский орнитолог.

## Биография
Родился в Манхэттене 9 июля 1889 года, в семье Гилберта Грейнджера и Нано Чапина, и вырос в Статен-Айленде, куда семья переехала в 1892 году. Здесь у него проявился интерес к природе.
Школьный учитель и директор, орнитолог-любитель птиц, познакомил Джеймса Чапина с книгой Фрэнка Чепмена «Птичья жизнь» и подарил ему «Чепменовский справочник по птицам Северной Америки». Уже в раннем подростковом возрасте Чапин был активным членом Ассоциации естественных наук Стейтен-Айленда. И в 16 лет, окончив среднюю школу, он устроился на работу по изготовлению чучел в Американский музей естественной истории. Кроме этого он также работал в музейном отделе млекопитающих. С самых ранних лет Чапин обладал талантом к научной иллюстрации и сам оформлял большую часть своих работ.
В 1908 году Герберт Лэнг (фр. Herbert Lang), выбранный руководителем экспедиции Американского музея в Конго, предложил Чапину быть его помощником. Хотя ожидалось, что экспедиция в Конго продлится два года, Лэнг и Чапин вернулись в Нью-Йорк только спустя шесть лет, в 1915 году. Тщательное исследование фауны северо-восточного Конго, привело к публикации пятнадцати томов научных находок, в которых были описаны многочисленные образцы, привезённые ими в Америку. За работу «Птицы бельгийского Конго» (Ч. I) Джеймс Чапин был награждён в 1932 году медалью Даниэля Жиро Эллиота Национальной академии наук. Годом ранее он получил бельгийский орден короны.
В 1915 году Чапин получил в Колумбийском университете степень бакалавра, в 1919 году — докторскую степень и продолжал работать в Американском музее естественной истории. В последующие годы он неоднократно возвращался в Африку. В 1926 году он присоединился к годичной экспедиции Рувензори-Киву в Восточную Африку и Конго. В это время был снят документальный фильм «Горы луны». В 1937 году Чапин вернулся, чтобы найти африканского павлина, чьё перо обнаружил ещё в первой экспедиции. С 1953 по 1958 годы Джеймс Чапин и его жена Рут Тримбл Чапин жили в восточной части Конго, где не только изучали птиц, но и проводили обучение исследованию птиц под эгидой Бельгийского института научных исследований в Центральной Африке.
Хотя Джеймс Чапин наиболее известен своей орнитологической работой в Африке, он также проводил исследования птиц Европы, Канадских Скалистых гор, Панамы, Полинезии и Галапагосских островов.
В 1956 году он стал офицером ордена Африканской звезды. 
С 1934 по 1939 год Джеймс Чапин занимал пост вице-президента Американского союза орнитологов, а с 1939 по 1942 год — его президента. В 1949—1950 гг. был президентом нью-йоркского Клуба путешественников.
Умер 7 апреля 1964 года в своём доме в Манхэттене на Upper West Side.

## Источник
- Биография Джеймса Чапина на сайте Американского музея естественной истории (Нью-Йорк, США)  (англ.)